# František Vindiš
František Vindiš (2. června 1918, Přerov  – 27. ledna 1991, Sawston (Cambridge), Anglie) byl český stíhací pilot RAF.

## Život

### Do roku 1939
František Vindiš se narodil 2. června 1918 v Přerově rodičům Vindišovým z Čejče. Mládí prožil v Čejči, kde navštěvoval místní školu. V letech 1936–1938 byl žákem v prostějovském leteckém učilišti.

### 1939–1945
Na jaře 1939 odešel František Vindiš z okupované republiky přes Ostravu do Polska, odkud se v létě téhož roku dostal do Francie. Zde vstoupil do cizinecké legie a spolu s dalšími Čechy byl vyslán na základnu Sidi Bel Abbes v Alžíru. Po vstupu Francie do války 3. září 1939 byli všichni čs. letci, kteří sloužili jako legionáři, přesunuti na vybrané letecké základny. Zde byli postupně přeškolování na francouzská letadla. František Vindiš byl během této akce přidělen 16. listopadu 1939 k Escadrille Regionale de Chasse 571, která působila na základně v Maison Blanche v Alžíru. Dne 17. 5. 1940 se jednotka ERC 571 sloučila a přejmenovala na Groupe de Chasse III/4. Novou základnou se stalo letiště v Casablance (Maroko), kde jednotka zůstala v očekávání útoku italských vojsk. Jednotky, u kterých František Vindiš ve Francii působil, disponovaly letouny Nieuport-Delage NiD verze 622 a 629 a Dewoitine D.510.
Po kapitulaci Francie v červnu 1940 byl František Vindiš evakuován do Velké Británie, kde v červenci vstoupil do služeb britského královského letectva RAF. Dne 28. září byl vyslán k 6. OTU SuttonBridge RAF Cosford, aby se přeškolil na letouny Hurricane. Po absolvování výcviku se 14. října 1940 připojil k 310. československé stíhací peruti RAF v Duxfordu. U jednotky se zapojil do závěrečné fáze bitvy o Británii. Dne 1. listopadu 1940 hlídkoval ve svém Hurricane MK. I (P8809 NN-T) nad Maidstone, jeho letoun měl ovšem poruchu a nouzově přistál. Ještě týž den odpoledne, po opravě letadla vzlétl z letiště Mildenhall, nicméně zabloudil v mlze a havaroval u Sudbury. Jeho Hurricane byl zničen a pilot lehce zraněn. Dne 25. října 1941 se oženil s anglickou občankou Esme Marilyn Johnson (*17. 9. 1922 + 20. 12. 2001). Při záchranné akci 4. února 1942 František Vindiš spolu s dalšími třemi letouny 310. perutě poškodili německý bombardér Junkers Ju 88. Dne 28. dubna František Vindiš spolu s Emilem Foitem sestřelili v Bristolském zálivu další Junkers Ju 88, jehož čtyřčlenná posádka zahynula. Letoun F. Vindiše byl od palubního střelce Junkersu poškozen na kormidle, levém křídle a vrtuli, přesto s ním pilot nezraněn přistál. František Vindiš dokončil operační turnus 23. 12. 1942 a po absolvování dovolené nastoupil v červnu 1943 zpět k jednotce. V rámci bojů 310. perutě spolu s Otto Smikem zničili dne 17. června 1944 v prostoru severně od Caen německou stíhačku Focke-Wulf Fw 190. Po dokončení svého druhého turnusu působil v mimooperační službě. Za své bojové úspěchy obdržel 28. prosince 1944 záslužný letecký kříž DFC.

### Po roce 1945
V roce 1945 byl František Vindiš zařazen do 313. československé perutě, se kterou přiletěl v srpnu 1945 zpět do Československa. Dne 23. srpna 1945 slavnostně navštívil spolu s dalším občanem Čejče pilotem RAF Františkem Masaříkem svou rodnou obec. Zde se chtěl po válce usadit, ale brzy pochopil, kam poválečné Československo politicky směřuje. Proto se v roce 1947 vrátil s rodinou do Velké Británie.
V únoru 1948 František Vindiš nastoupil jako pilot opět do služby v RAF. Aktivně létal do roku 1954, poté působil jako dispečer na kontrolní věži. V armádě sloužil až do roku 1965. Po odchodu do civilu vybudoval úspěšnou firmu na prodej a servis osobních vozů. V 80. letech 20. století pravidelně navštěvoval své příbuzné v obci Čejč. Zemřel ve svém anglickém domově 27. ledna 1991. V Československu byl po roce 1989 povýšen do hodnosti plukovníka v.v. Dne 29. srpna 1992 byla Františku Vindišovi a Františkovi Masaříkovi odhalena pamětní deska na budově základní školy v Čejči.

## Hodnosti a služba u RAF
- Česká finální hodnost: plk. (plukovník)
- RAF finální hodnost: F/Lt (FlightLieutenant - kapitán)
- Služební číslo RAF: 787550 (158968 - opětovný nástupu do RAF po roce 1948)

### Služba u RAF
- stíhací peruť RAF č. 310 (15. 10. 1940 v hodnosti Sgt. (Sergeant – četař) – 17. 12. 1940 v hodnosti W/O (WarrantOfficer -praporčík))
- stíhací peruť RAF č. 310 (15. 6. 1943W/O (WarrantOfficer -praporčík)– 15. 11. 1944 v hodnosti F/O (FlyingOfficer - nadporučík))